# Frankreich Frankreich
Pour les articles homonymes, voir Frankreich.
 (avril 2015).
 (mai 2019).
Si vous disposez d'ouvrages ou d'articles de référence ou si vous connaissez des sites web de qualité traitant du thème abordé ici, merci de compléter l'article en donnant les références utiles à sa vérifiabilité et en les liant à la section « Notes et références ».
Frankreich Frankreich est une chanson du groupe Bläck Fööss sortie en 1985 sous le label EMI et interprétée par Boro en 1988 (label AB Productions). Les deux chansons sont construites sur le même type d'humour : mauvais accent, clichés, poncifs... malgré cela, ce titre restera un des plus connus du groupe et fut neuvième au classement des ventes en Allemagne.